# 이와바군

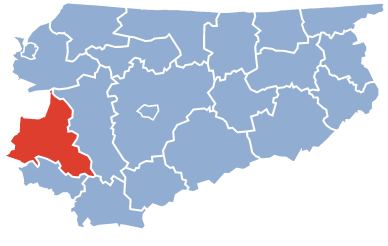
바르미아마주리주 지도에 표시된 이와바군의 위치

이와바군(폴란드어: powiat iławski)은 폴란드 바르미아마주리주에 위치한 군으로 군청 소재지는 이와바이며 면적은 1,385km2, 인구는 89,960명(2006년 기준), 인구 밀도는 65명/km2이다.
동쪽으로는 오스트루다군, 남동쪽으로는 지아우도보군, 남쪽으로는 노베미아스토군, 서쪽으로는 쿠야비포모제주 그루지옹츠군, 포모제주 크비진군, 북서쪽으로는 포모제주 슈툼군과 접한다. 7개 지방 자치체(2개 도시, 3개 도시형 농촌, 2개 농촌)를 관할한다.

군기
군 문장